# كيني نيل (لاعب كرة قدم أمريكية)
كيني نيل (بالإنجليزية: Kenny Neil)‏ هو لاعب كرة قدم أمريكية أمريكي، ولد في 8 يناير 1959 في سينسيناتي في الولايات المتحدة.